# Osram-skylten, Stureplan

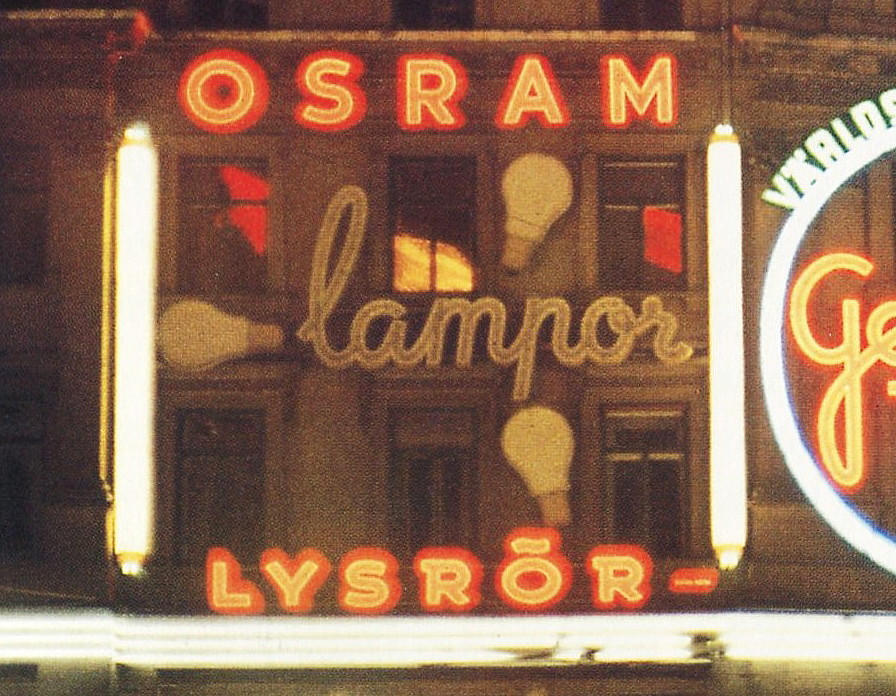
Osram lampor och lysrör, foto 1960.

Osram-skylten var en ljusreklam för det tyska belysningsföretaget Osram som fanns på Bångska palatsets fasad vid Stureplan i Stockholm.

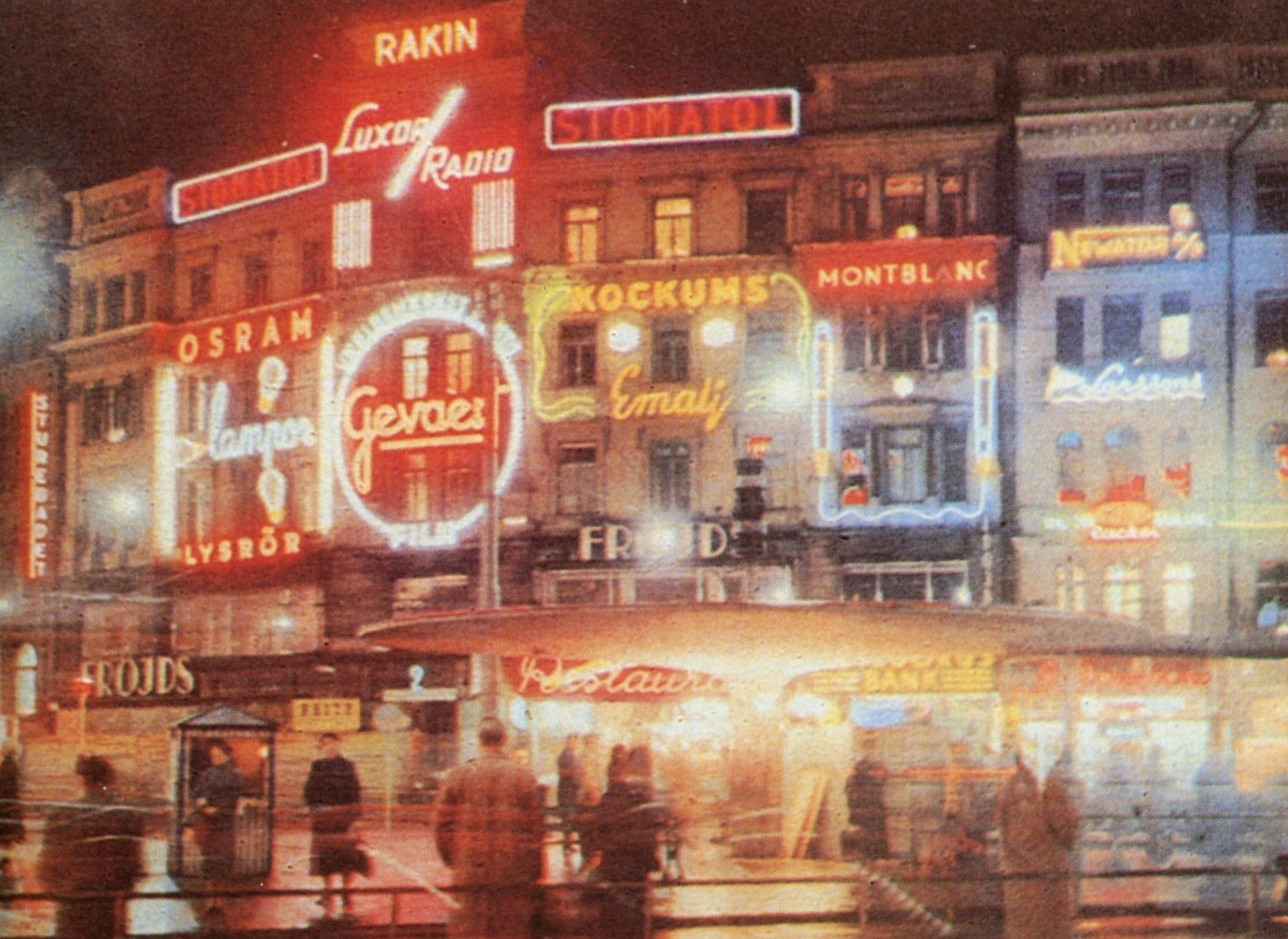
Reklam vid Stureplan 1957.

Det fanns särskilt en fastighet i fonden av Stureplan som var en mycket attraktiv plats för ljusskyltar och det var Bångska palatset. Byggnadens läge gjorde att man såg fasaden över hela Stureplan, en bit in på Birger Jarlsgatan och längs hela Kungsgatan. Det var Sveriges dyraste reklamplats och en fastighetsägare med fyra till fem skyltar på fasaden kunde få in en årshyra på runt 50 000 kronor.
Redan i mitten på 1940-talet fanns en hel del ljusreklam på Bångska palatset och på 1950-talet var hela fasaden formligen tapetserad med neonreklam. En av de större skyltarna var den för Osram lampor och lysrör. Den monterades upp 1952 och ersatte då en neonskylt för Gillette rakblad, som fanns där redan i mitten på 1940-talet.  Osramskylten var Sveriges första "skrivande" skylt, vilket innebar att neonrören tändes i snabb följd en efter en, så att texten "Osram" växte fram, sedan tändes tre stora glödlampor och texten "lampor". Alltsammans ramades in av två cirka fem meter höga lysrör, tillverkade av vita neonrör. Hela anordningen sträckte sig över två våningsplan (cirka sju meter). Tillverkaren av skylten var Roos Neon.
Till höger om Osramskylten  fanns en annan stor neonskylt; Gevaert-skylten, tillverkad av Morneon. Även Stomatol, Luxor Radio och Kockums emalj var representerade på denna attraktiva reklamplats. Idag (2010) finns ingen reklam längre på Bångska palatset, bortsett från några enstaka ljusskyltar i höjd med bottenvåningens skyltfönster.